# Wunderteam (lekkoatletyka)
Wunderteam – określenie polskiej reprezentacji lekkoatletycznej w latach 1956–1966. Bywała nazywana wunderteamem ze względu na znacząco większe od innych reprezentacji startujących w tym okresie osiągnięcia sportowe. Po raz pierwszy nazwa ta użyta została w 1957 przez niemieckich dziennikarzy na określenie zwycięstwa reprezentacji Polski nad zespołem RFN na Neckarstadionie w Stuttgarcie 117:103.
Największe sukcesy reprezentacja osiągnęła na mistrzostwach Europy w Sztokholmie w 1958, gdzie Polacy zdobyli 8 złotych medali oraz na mistrzostwach Europy w Budapeszcie w 1966 – 7 złotych medali. Określenie wunderteam dotyczy około 300 lekkoatletów. Do najwybitniejszych zawodników "wunderteamu" należeli: złoty medalista z Igrzysk Olimpijskich w Rzymie w biegu na 3000 m z przeszkodami Zdzisław Krzyszkowiak, rekordziści świata: w rzucie dyskiem Edmund Piątkowski (59,91 m), w trójskoku Józef Szmidt (17,03 m) oraz mistrzowie Europy: Jerzy Chromik (3000 m z przeszkodami), Janusz Sidło (oszczep), Tadeusz Rut (młot), Barbara Janiszewska (200 m).
Sukcesy polskich lekkoatletów nierozerwalnie związane są z postacią ich trenera Jana Mulaka.